# 절망극반찬집
《절망극반찬집》(일본어: 絶望劇伴撰集, ぜつぼうげきばんせんしゅう 제츠보게키반센슈[*])은 일본의 애니메이션  《안녕, 절망선생》의 사운드 트랙 앨범이다. 2007년 10월 24일에 킹 레코드에서 발매하였으며, 대한민국에서는 정식으로 발매되지 않았다.

## 개요
- 애니메이션 '안녕, 절망선생'의 오리지널 사운드 트랙 앨범.
- 초회 한정판 앨범에는, 니시모토 히데오의 엔드 카드가 들어있다.

## 수록곡
1. 메인 타이틀 (メインタイトル)
2. 모모이로 계장님 (桃色係長)
3. 이토시키 노조무(糸色望)
4. 봄, 가득 핀 벚꽃 아래서 (春、満開の桜の下で)
5. 모모이로 가브리엘 (桃色ガブリエル)
6. 후우라 카후카 (風浦可符香)
7. 포지티브 싱킹 (ポジティブシンキング)
8. 포로로카 별의 봄 (ポロロッカ星の春)
9. 따뜻한 햇살 속에서 (暖かい陽射しの中で)
10. 친애하는 절망선생님 (拝啓、絶望先生)
11. 절망전대 (絶望戦隊)
12. 팔꿈치에도 지지 않고, 무릎에도 지지 않고 (ヒジニモマケズ、ヒザニモマケズ)
13. 절망의 카니발 (絶望のカーニバル)
14. 가난한 나날들 (貧乏な日々)
15. 숙명적 음지인간 (宿命的日陰者)
16. 대도시에 절망했다! (大都会に絶望した!)
17. 바리조곤 (罵詈雑言)
18. 스키밍의 공포 (スキミングの恐怖)
19. 밤이슬 속에서 대못을 (夜露にまぎれて五寸釘)
20. 백목초롱과 종이인형 (百目蝋燭と形代人形)
21. 스토커가 줄줄이 (ストーカー数珠つなぎ)
22. 메일메일, 메일메일 (メルメル、メルメル 메루메루, 메루메루[*])
23. 고소하겠어요! (ウッタエルワヨ!)
24. 절망의 설상가상 믹스 (絶望のダブミックス)
25. 호랑이 우리 안에서 (虎の檻の中で)
26. 절망의 R.I.P. (絶望のエピタフ)
27. 스토커의 부기 (ストーカーブギ)
28. 꼬리애호가의 탱고 (尻尾収集のタンゴ)
29. 창틀의 소녀 (窓辺の少女)
30. 망향의 기타 (望郷のギター)
31. 귀국소녀 (帰国少女)
32. 사람으로서 축이 흔들리고 있어 (Tv Size)(人として軸がぶれている （テレビサイズ))
33. 절세미인 (Tv Size)(絶世美人 （テレビサイズ))
34. 막무가내로 My way~ (Tv Size)(強引niマイyeah～（テレビサイズ))